# Line drive
Et line drive (også kaldet en liner) er i baseball betegnelsen for en bold, der flyver i en lang, lige linje, når batteren rammer den. Battere, der er i stand til ofte at slå hårde line drives, har normalt et højt batting average (se baseballstatistikker), da dette kræver styrke, præcision og koordination.
Lange line drives kan nemt resultere i doubles eller triples, men skal være usædvanlig godt ramt for at blive til en home run.